# Ferdinand Kleemann (Politiker)
Ferdinand Johann Friedrich Kleemann (* 30. September 1798 in Ebeleben; † 28. September 1856 in Teuchern) war ein Rittergutsbesitzer und Politiker im Fürstentum Schwarzburg-Sondershausen.

## Leben
Ferdinand Kleemann war der jüngste Sohn des Domänenpächters Johann Ernst Gottfried Kleemann in Ebeleben und dessen Ehefrau Christine Louise Johanne Wilhelmine geb. Walther, ein Enkel des Domänenpächters Johann Friedrich Kleemann in Walkenried. Wilhelm Kleemann war sein Bruder. Er war evangelisch-lutherischer Konfession und heiratete am 8. Juli 1828 in Amt Lohra Johanne Luise Juliane (genannt Julie) Smalian (* 30. April 1807 in Amt Lohra; † 2. September 1862 in Kösen), Tochter des Königlichen Beamten zu Lohra Gottfried Julius Smalian.
Kleemann war Erbe des Ritterguts in Gundersleben, das sein Vater als Witwensitz für seine Mutter erworben hatte, und Besitzer des Ritterguts in Teuchern. Er wurde Amtmann und (1828) Oberamtmann.
Für den Landtag des Fürstentums wurde unter der Regierung von Schönemann 1852 eine ungewöhnliche neue Wahlordnung eingeführt, nach der es neben normal gewählten Abgeordneten auch Mitglieder geben sollte, die auf Vorschlag des Fürsten von den gewählten Abgeordneten auf Lebenszeit gewählt und vom Fürsten ernannt wurden. Ferdinand Kleemann gehörte zu den Ersten, die auf diese Weise im Dezember 1853 als lebenslängliches Landtagsmitglied berufen wurden. Er legte das Amt  nach zwei Jahren nieder, nachdem sein Urlaubsgesuch abgelehnt worden war.

## Nachweise
1. ↑  Regierungs- und Intelligenz-Blatt vom 6. Juli 1828, S. 209.
2. ↑  Wahlgesetz vom 1. Oktober 1852, Gesetz-Sammlung Nr. 62.
3. ↑  Landtagsprotokolle vom 2. Dezember 1853 (S. 8–11, vorbereitende Diskussion), 3. Dezember (S. 12, Wahl durch die Abgeordneten), 13. Dezember (S. 21, Bestätigung und Vereidigung).
4. ↑  Landtagsprotokolle vom 10. Dezember 1855 (S. 32, Urlaubsgesuch) und 14. Dezember (S. 46, Austrittsanzeige).

| Personendaten    | Personendaten                              |
| ---------------- | ------------------------------------------ |
| NAME             | Kleemann, Ferdinand                        |
| ALTERNATIVNAMEN  | Kleemann, Ferdinand Johann Friedrich       |
| KURZBESCHREIBUNG | deutscher Rittergutsbesitzer und Politiker |
| GEBURTSDATUM     | 30. September 1798                         |
| GEBURTSORT       | Ebeleben                                   |
| STERBEDATUM      | 28. September 1856                         |
| STERBEORT        | Teuchern                                   |